# Cybaeus mosanensis
Espèce
Cybaeus mosanensis est une espèce d'araignées aranéomorphes de la famille des Cybaeidae.

## Distribution
Cette espèce est endémique de Corée du Sud.

## Étymologie
Son nom d'espèce, composé de mosan et du suffixe latin -ensis, « qui vit dans, qui habite », lui a été donné en référence au lieu de sa découverte, Mosan.

## Publication originale
- Paik & Namkung, 1967 : Korean spiders of genus Cybaeus (Araneae, Argyronetidae) 2. Korean Journal of Zoology, vol. 10, p. 21-26.